# 中華鰧
中華鰧（学名：Uranoscopus chinensis），又稱中華瞻星魚，为輻鰭魚綱鱸形目瞻星魚科的其中一種，俗名大頭丁、眼鏡魚、向天虎。

## 分布
本魚分布於西北太平洋區，包括中国、日本、韓國海域。

## 深度
水深7-64公尺。

## 特徵
本魚頭大，體延長，前端平扁。背鰭2枚，具呼吸瓣，體上半部為紅褐色，並具有雲紋斑紋，下半部銀白色。胸鰭、尾鰭黃色，邊緣具白邊，第一背鰭深色、第二背鰭具褐色條紋。背鰭硬棘5枚;背鰭軟條12-14枚;臀鰭軟條13-14枚。體長可達25公分。

## 生態
本魚棲息於沙泥底海域，屬小型底棲性肉食魚類，常將身體埋於沙中，僅露出眼睛，以口腔的皮瓣引誘和補食其他小魚及底棲性生物。

## 經濟利用
可食用，味劣，多作下雜魚處理。具有毒棘，易傷人。

## 扩展阅读
維基物種上的相關：中華鰧